# Ајмаци
Ајмаци (персијски: ایماق‎) су скупина номадских и полуномадских племена иранског и монголског порекла. Живе углавном у западном Авганистану, региону Белуџистан у Пакистану и у мањем броју у покрајини Хорасан у источном Ирану. Ајмаци говоре ајмачким дијалектом персијског језика, који спада у иранску групу индоевропске породице језика, мада су неке групе Ајмака усвојиле паштунски језик.

## Порекло и класификација Ајмака
Реч ајмак је реч турско-монголског порекла која означава реч "племе". Ајмачки Хазари и Темури припадају монголоидној раси и претежно живе у јуртама, док остали Ајмаци припадају европеидној раси и живе у традиционалним црним шаторима.
Ајмаци су подељени у 17 племена. То су: Чагатајци, Чангези, Даманриги, Дурзаи, Фирозкохи, Гори, Јамшиди, Какар, Какеди, Хамиди, Кипчаци, Малеки, Тахири, Темури, Зори и Тајмани.

## Религија
Ајмаци су углавном сунитски муслимани, док су Хазаре већином шиити. Преци Ајмака су вероватно примили ислам у периоду између 10. и 12. века.